# Eva Sangiorgi

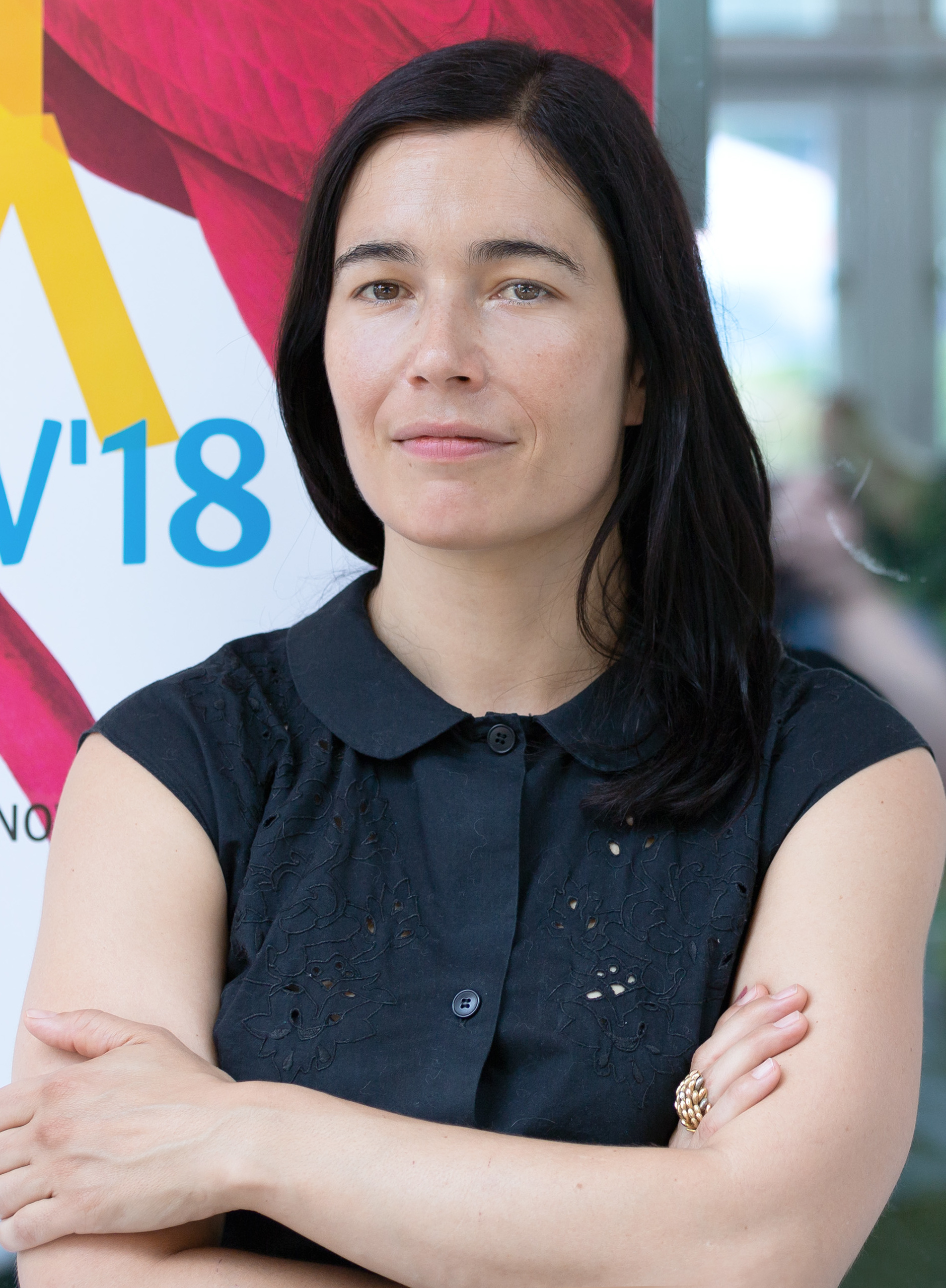
Eva Sangiorgi (Viennale 2018)

Eva Sangiorgi (* 10. Juli  1978 in Faenza, Provinz Ravenna) ist eine italienische Kulturmanagerin und Kuratorin. Von April 2010 bis März 2018 leitete sie das von ihr gegründete Filmfestival FICUNAM in Mexiko. Im Januar 2018 wurde sie zur künstlerischen Leiterin des Wiener Filmfestivals Viennale bestellt.

## Leben
Eva Sangiorgi wuchs in Castel Bolognese auf und studierte Kommunikationswissenschaften an der Universität Bologna, das Studium schloss sie 2005 ab. Ein Studium der Kunstgeschichte schloss sie 2017 an der Universidad Nacional Autónoma de México (UNAM) ab.
Seit 2003 ist sie als Kuratorin und Programmiererin bei internationalen Festivals in Mexiko und Europa tätig. Im April 2010 gründete sie das internationale Filmfestival FICUNAM (Festival Internacional de Cine UNAM) der Universidad Nacional Autónoma de México, dessen künstlerische und kaufmännische Leitung sie bis März 2018 innehatte. Schwerpunkt des Festivals sind Arthouse-Film und Verbindungen zur zeitgenössischen Kunst. Im Rahmen ihrer Tätigkeit als Kuratorin des Festivals veröffentlichte sie unter anderem Arbeiten zu Artavazd Pelechians Theorie der Montage und eine Monographie zu Masao Adachi. Seit 2012 ist sie Jurorin bei internationalen Filmfestivals, etwa beim Festival International du Film Documentaire Marseille (FIDMarseille), Doclisboa und beim Festival Internacional de Cine de Mar del Plata.
Im Januar 2018 wurde Eva Sangiorgi als künstlerische Leiterin der Viennale vorgestellt. Sie folgte damit auf Franz Schwartz, der nach dem Tod von Hans Hurch interimistisch die Leitung des Filmfestivals übernahm, und zeichnete erstmals für die 56. Viennale von 25. Oktober bis 8. November 2018 verantwortlich. Im September 2019 wurde ihr Vertrag bis März 2026 verlängert. 2025 wurde ihr Vertrag als Direktorin der Viennale ein weiteres Mal bis 2028 verlängert.
2018 wurde sie als Jurymitglied der Sektion Semaine internationale de la critique der Filmfestspiele von Cannes berufen, 2019 als Jurymitglied der Sektion Orizzonti der 76. Internationalen Filmfestspiele von Venedig.